# Diizopropilna fluorofosfataza
Diizopropilna fluorofosfataza (EC 3.1.8.2, DFPaza, tabunaza, somanaza, organofosforno kiselinska anhidrolaza, organofosfat kiselinska anhidraza, OPA anhidraza, diizopropilfosfofluoridaza, dialkilfluorofosfataza, diizopropil fosforofluoridatna hidrolaza, izopropilfosforofluoridaza, diizopropilfluorofosfonatna dehalogenaza) je enzim sa sistematskim imenom diizopropil-fluorofosfat fluorohidrolaza. Ovaj enzim katalizuje sledeću hemijsku reakciju
diizopropil fluorofosfat + 2O {\displaystyle \rightleftharpoons } diizopropil fosfat + fluorid
Ovaj enzim deluje na fosforne anhidridne veze (poput fosfor-halida i fosfor-cijanida) u organofosfornim jedinjenjima (uključujući 'nervne gasove').

## Spoljašnje veze
- Diisopropyl-fluorophosphatase на 